# Fahrenkrug
Fahrenkrug é um município da Alemanha localizado no distrito de Segeberg, estado de Schleswig-Holstein .
Pertence ao Amt de Trave-Land.